# Adolph Wagner
Adolph Heinrich Gotthilf Wagner (ur. 25 marca 1835 w Erlangen, zm. 8 listopada 1917 w Berlinie) – niemiecki ekonomista i polityk, przedstawiciel socjalizmu z katedry. Syn Rudolfa Wagnera (1805–1864), niemieckiego anatoma. Brat Hermanna Wagnera (1840–1929), niemieckiego geografa i kartografa.

## Życiorys
Studiował prawo i nauki polityczne. Od 1858 był nauczycielem ekonomii politycznej na Akademii Handlowej w Wiedniu. Od 1863 w Hamburgu, od 1865 profesor zwyczajny w Dorpacie, od 1868 we Fryburgu, od 1870 w Berlinie. Rektor Uniwersytetu Humboldta (wówczas Uniwersytetu Fryderyka Wilhelma). Obok Gustava von Schmollera najbardziej znaczący ekonomista ery Bismarcka. Członek Verein für Socialpolitik.
W pierwszych latach swojej działalności naukowej zajmował się bankowością i polityką walutową. Następnie zwrócił się ku statystyce. Wywarł znaczący wpływ na poglądy Ferdynanda Tönniesa. W 1871 wydał opracowanie Freie kirchliche Versammlung evangelischer Maenner, w którym skupił się na kwestiach socjalnych, odbiegając od poglądów szkoły liberalnej. Od tego czasu propagował swoje poglądy społeczno-gospodarcze, stając się jednym z głównym reprezentantów „socjalizmu z katedry”.
Zaangażował się także politycznie. Przystąpił do Conservativen Central-Comitee (CCC) – towarzystwa o silnie konserwatywnym i antysemickim nastawieniu. Współpracował z Adolfem Stoeckerem. Od lat 80. popierał monarchię i imperialną politykę cesarza Wilhelma, występując przeciwko parlamentaryzmowi. Żądał silniejszej reglamentacji życia gospodarczego i zwiększenia podatków. W latach 1882–1885 poseł do sejmu pruskiego.

## Dzieła
- Beitraege zur Lehre von den Banken, Lipsk 1857.
- Das Neue Lotterie–Anlehen und die Reform der Nationalbank, wyd. 1860.
- Die Geld- und Kredittheorie der Peelschen Bankakte, Wiedeń 1862.
- Die oesterreichische Valuta, wyd. 1862.
- Die Ordnung des oesterreichischen Staatshaushalts, wyd. 1863.
- Die Gesetzmaessigkeit in den scheinbar willkuerlichen menschlichen Handlungen, Hamburg 1964.
- Die russische Papierwaehrung, Ryga 1868.
- System der deutschen Zettelbankgesetzgebung, dwa wydania 1870 i 1873.
- Freie kirchliche Versammlung evangelischer Maenner, wyd. 1871.
- Die Zettelbankreform im Deutschen Reich, wyd. 1875.
- Grundlegung der politischen Oekonomie, t. 1 – 2, wyd. 1893.
- Die akademische Nationaloekonomie und der Sozialismus, wyd. 1895.
- Allgemeine und Theoretische Volkswirtschaftslehre.
- Finanzwissenschaft, t. 1 – 4.

## Źródła niemieckie
- Heinrich Rubner, Adolph Wagner. Briefe. Dokumente. Augenzeugenberichte. 1851 – 1917, Berlin 1978.